# 凱文·沃爾
凱文·沃爾（英語：Kevin Wall，1952年3月15日—）是Live Earth氣候危機演唱會創辦人，他亦曾經製作籌備2005年的Live 8演唱會。他與美國前副總統艾伯特·戈爾合作，確保Live Earth氣候危機演唱會順利進行。他亦是曾獲艾美獎的監製，曾製作超過300場著名歌手的演唱會。此外，他亦創辦了環保組織SOS（Save Our Selves）提高人們對全球氣候轉變的關注，對抗全球暖化。